# والتر گویون
والتر گویون (به انگلیسی: Walter Guion) سناتور سابق عضو حزب دموکرات ایالات متحده آمریکا بود. وی در سال 1918 میلادی سناتور ایالت لوئیزیانا در سنای ایالات متحده آمریکا بود.